# Orlistat
Orlistatul (cu denumirea comercială Xenical) este un medicament ce acționează ca inhibitor al lipazelor gastrointestinale, fiind utilizat în tratamentul obezității. Calea de administrare disponibilă este cea orală.
Orlistatul este un derivat saturat de lipstatină, un compus natural care acționează ca inhibitor al lipazelor pancreatice, izolat din specia bacteriană Streptomyces toxytricini. Față de compusul natural, molecula de orlistat este mai stabilă, ceea ce a permis dezvoltarea sa ca medicament.

## Utilizări medicale
Orlistatul este utilizat ca tratament adjuvant pentru pacienții cu obezitate, împreună cu metode dietetice, medicale și psihoterapeutice.